# Giuseppe Maggiolini
Giuseppe Maggiolini est un ébéniste italien né à Parabiago le 13 novembre 1738 et mort le 16 novembre 1814, célèbre pour ses meubles en marqueterie.

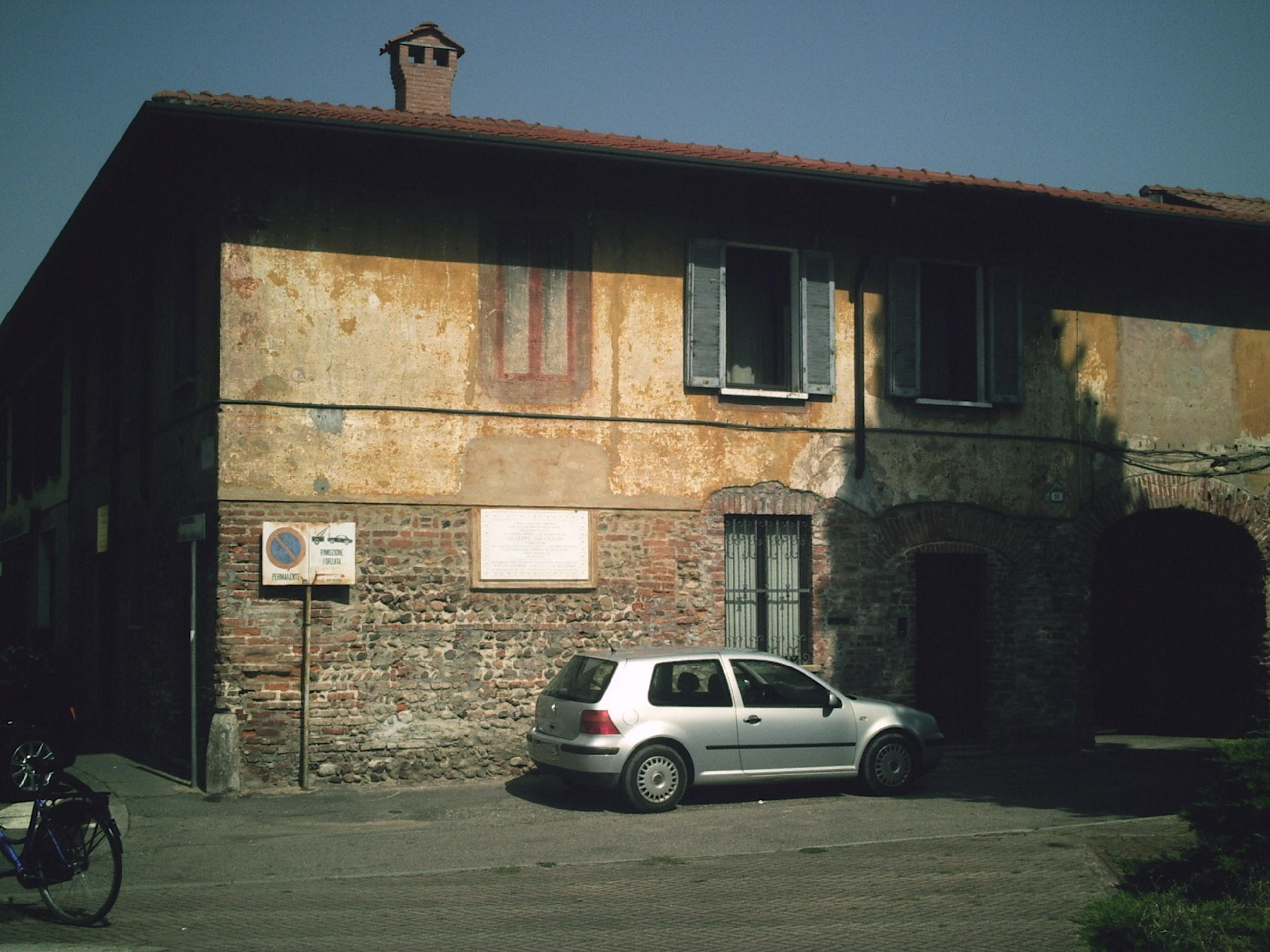
Premier atelier de l'ébéniste
Parabiago

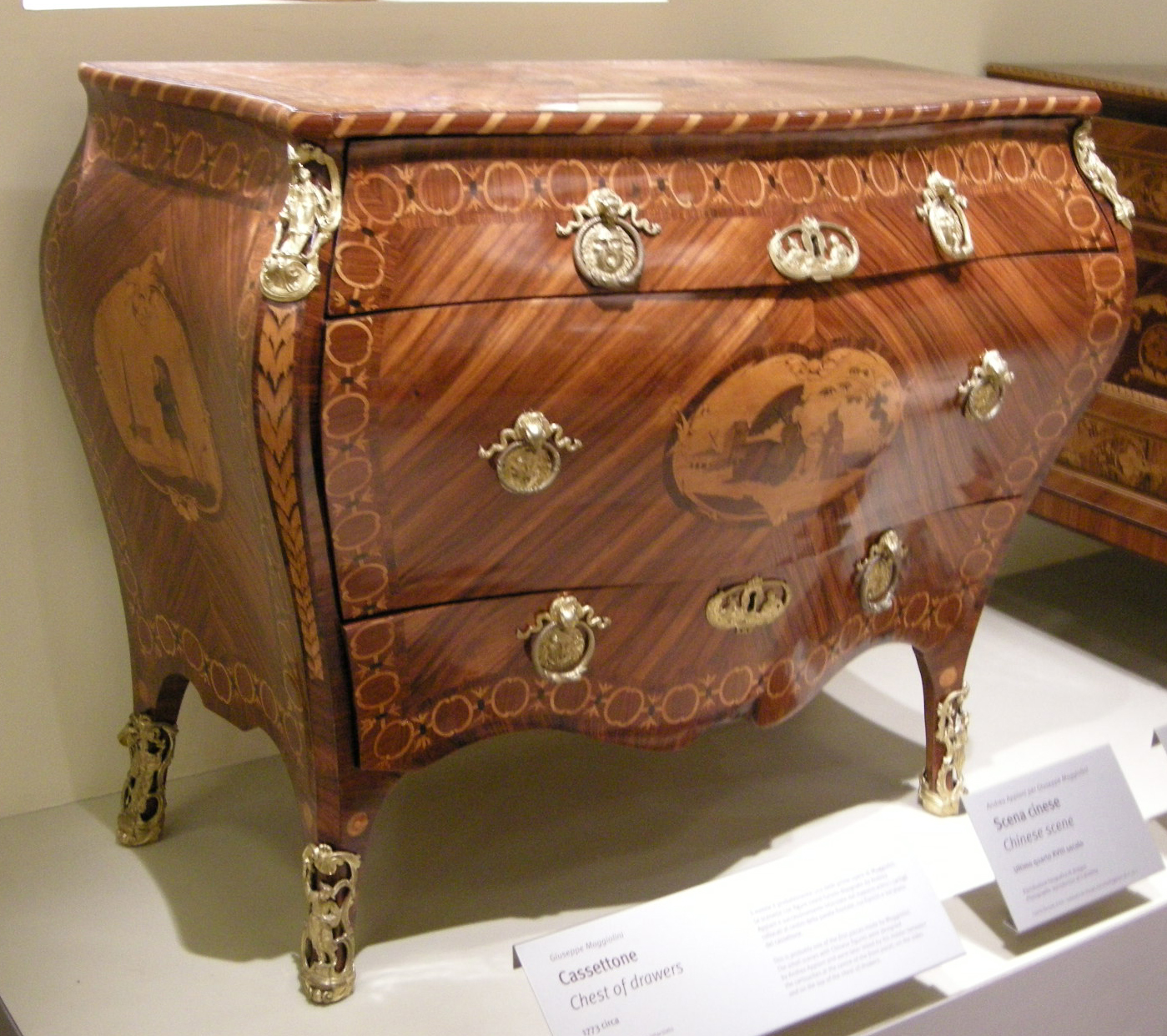
Commode
1773 circa

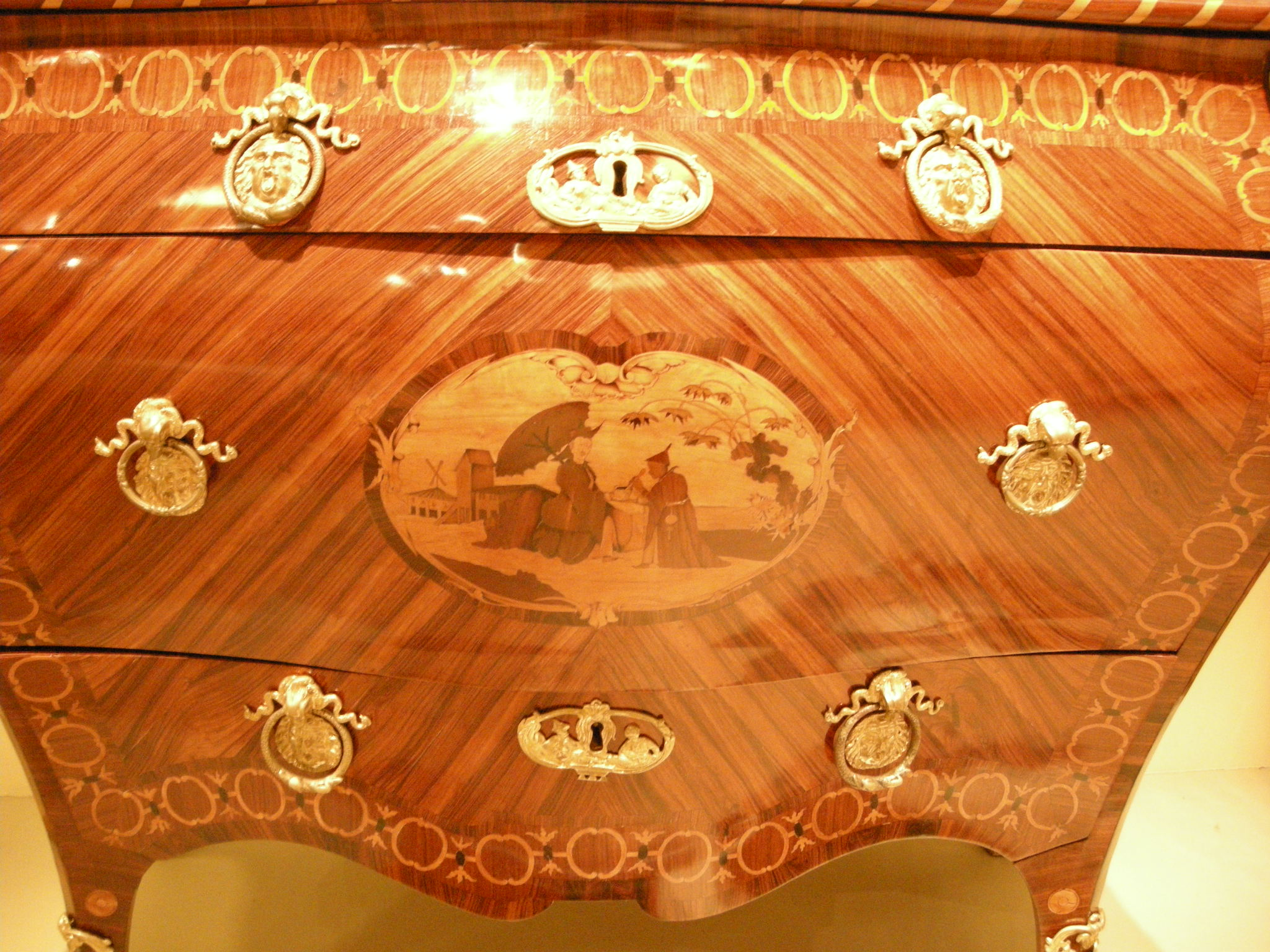
Commode avec scène chinoise d'après un dessin de Andrea Appiani
1773 environ

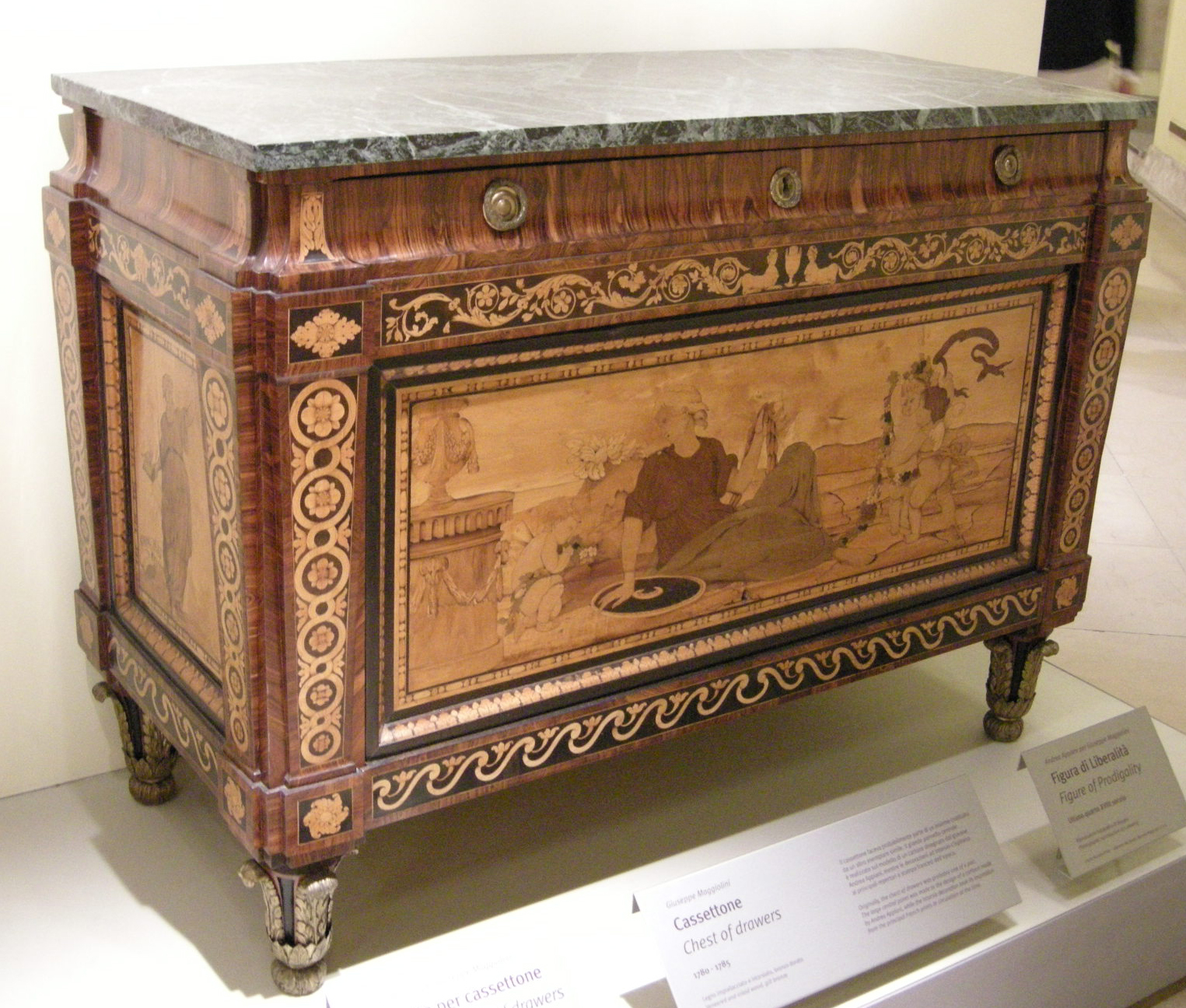
Commode
1780-1785

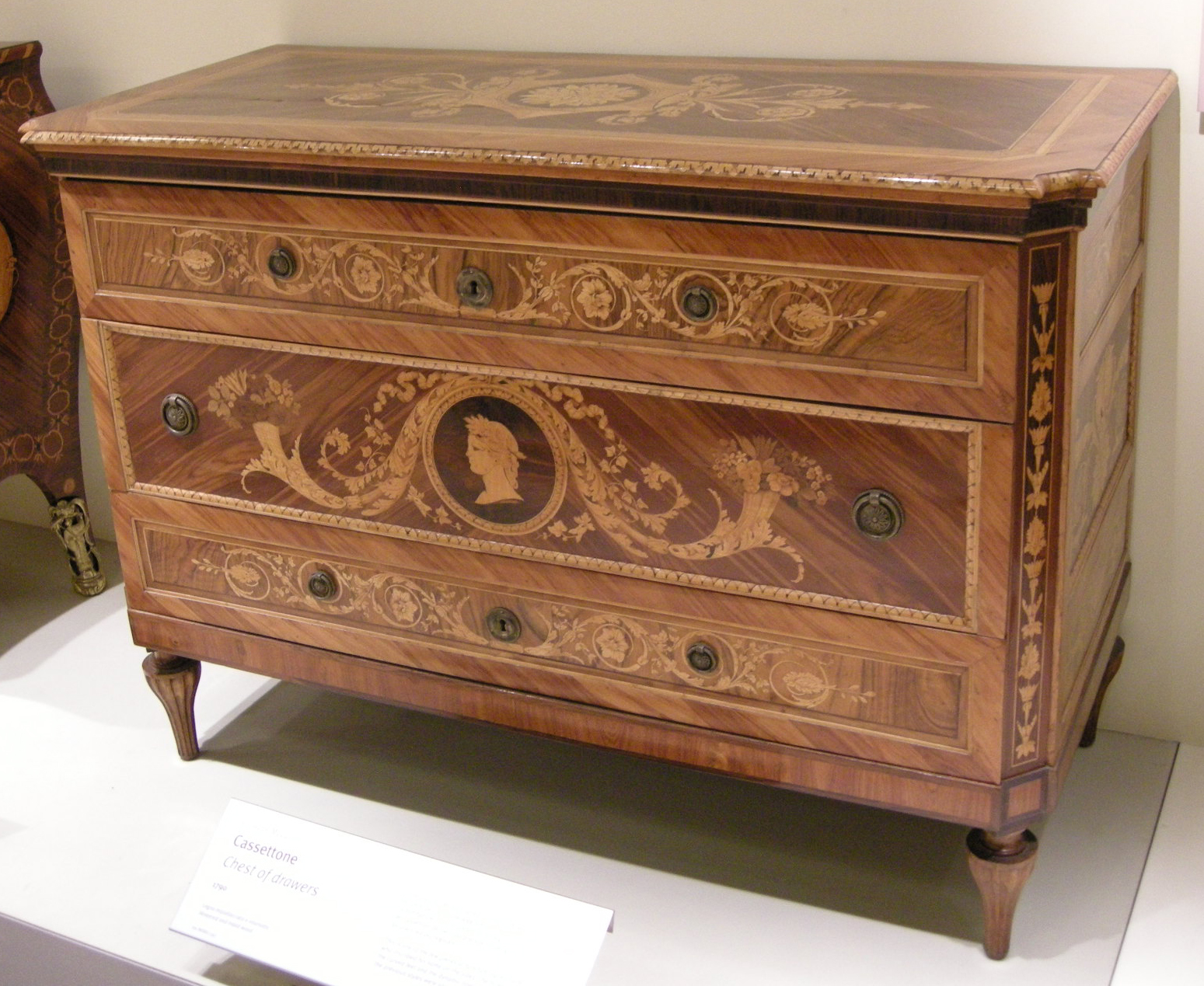
Commode
1790